# Сијера Леоне на Светском првенству у атлетици на отвореном 2013.
Сијера Леоне за учешће на 14. Светском првенству у атлетици на отвореном 2013. одржаном у Москви од 10. до 18. августа пријавила је Соломона Бокарија као јединог атлетичара који је требало да се такмичи у трци на 200 метара., 
У стартној листи за трку на 200 метара њега нема, што значи да није учествовао, а тиме и Сијера Леоне није учествовала јер јој је он био једини такмичар.
Напомена:Према званичном сајту првенства и сајту ИААФ, на Светском првенству у Москви је учествовало 206 земаља. Пошто је на википедији на српском језику светско првенство обрађено са свих аспеката, па и свака земља учесница обрађена посебно, написан је и овај текст, да би се број сложио са осталим википедијама и ИААФ о броју учесница, уз овакво образложење.